# Давуд аз-Загірі
Абу́ Сулейма́н Давуд ібн Алі аз-Загірі, Давуд ібн Халаф аль-Ісфагані (імовірно з 813 по 824, Куфа — 884) — мусульманський улем, факіх, муджтахід, засновник загірійського мазгаба.

Його повне ім'я: Абу Сулейман Давуд ібн Алі ібн Халаф аль-Ісфагані аль-Багдаді аз-Загір. Він народився в Куфі, виріс в Багдаді. Щодо дати його народження існують великі розбіжності.